# 207º Gruppo volo
Il 207º Gruppo volo è un gruppo che fa parte del 70º Stormo dell'Aeronautica Militare. L'Attività del gruppo è destinata all'istruzione dei piloti dell'Aeronautica e delle altre forze armate e corpi armati; inoltre forma i piloti delle forze aeree straniere che, di volta in volta, in ragione di accordi governativi, frequentano il ciclo di studi presso l'Accademia Aeronautica.
Il 207º Gruppo volo è organizzato con le seguenti squadriglie:

Distintivo storico del 207º Gruppo volo ai tempi della SVBAE

- 406ª Squadriglia
- 408ª Squadriglia
- 427ª Squadriglia
- 428ª Squadriglia